# Johannes Nider
Johannes Nider (Isny im Allgäu, 1380 – Colmar, 13 agosto 1438) è stato un religioso e frate domenicano tedesco.
Fu anche scrittore e polemista prolifico, nonché autore di vari trattati di argomento religioso.

## Biografia
Entrò nell'ordine dei frati domenicani a Colmar nel 1402, poi studiò a Colonia e presso l'Università di Vienna (1422-1426).
Prese parte al Concilio di Costanza (1414-1418) e divenne uno dei principali esponenti della corrente riformatrice all'interno dei domenicani. Nel 1428 fu eletto priore del convento di Norimberga; l'anno successivo divenne vicario generale della provincia di Germania, carica che tenne fino alla morte. In seguito divenne priore del convento di Basilea.
Nel 1431 prese parte al Concilio di Basilea (1431-1449); insieme al cardinale Nicola Cusano, venne inviato nel 1434 come legato del Concilio alla Dieta di Ratisbona, dove si impegnò per l'unione degli Ussiti con la Chiesa di Boemia.

## Opere
(elenco parziale)

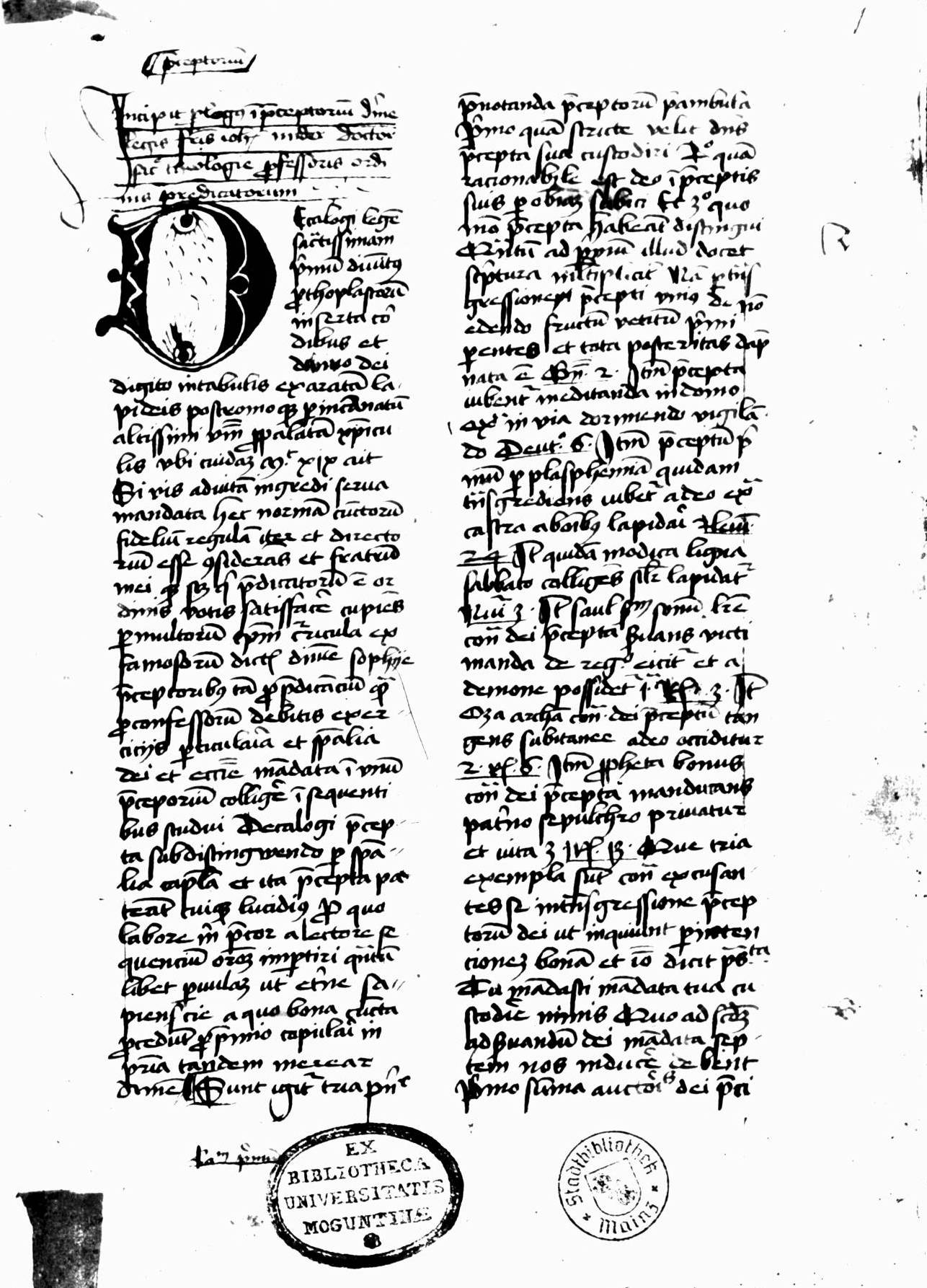
Praeceptorium divinae legis, Dissensiones dominorum et alia, manoscritto, XV secolo. Mainz, Wissenschaftliche Stadtbibliothek, Handschriften, Hs I 21, ff. 1r-291v.

- "De lepra morali", Norimbergae 1471; Colonia 1472 circa; Basileae 1475; Parisii, 1510.
- Praeceptorium divinae legis i.e Tractatuus de decem praeceptis, un commento ai Dieci Comandamenti che conobbe 17 edizioni a stampa prima del 1500.
- "Manuale confessorum ad instructionem spiritualium pastorum",  Coloniae 1467/1472; Norimbergae 1471; Parisii, 1473.
- "Consolatorium timoratae conscientiae", Parisii 1478; Augustae 1484 circa; Augustae 1494 circa; Romae 1604.

L'opera forse più nota di Nider è il "Formicarius", un trattato sotto forma di dialogo tra teologo e il suo discepolo. Il "Formicarius", completato tra il 1436 e il 1438, venne stampato tre volte tra il 1472 e il 1484 ed ebbe cinque ulteriori edizioni tra il 1516 e il 1692. Il quinto libro, che trattava degli "inganni dei malefici"  (De maleficis et eorum deceptionibus) fu una delle principali fonti del  Malleus Maleficarum, e venne anche stampato a parte in alcune raccolte di trattati di demonologia ("Malleorum quorundam maleficarum, tam veterum, quam recentium auctorum", Francofurti ad Moenum 1582; "Mallei maleficorum tractatus aliquot...", Lugduni 1669).

### Manoscritti
- Praeceptorium divinae legis, Dissensiones dominorum et alia, XV secolo, Mainz, Wissenschaftliche Stadtbibliothek, Handschriften, Hs I 21,  ff. 1r-291v.